# Alois Heldmann
Alois Heldmann (ur. 2 grudnia 1895 w Grevenbrück – obecnie część Lennestadt, zm. 1 listopada 1983 tamże) – as lotnictwa niemieckiego Luftstreitkräfte z 15 potwierdzonymi oraz co najmniej 3 niepotwierdzonymi zwycięstwami w I wojnie światowej.

## Informacje ogólne
Alois Heldmann studiował na politechnice. 3 stycznia 1915 roku wstąpił do armii i walczył na froncie wschodnim. W sierpniu 1915 roku został skierowany do służby w lotnictwie i po odbyciu szkolenia lotniczego został przydzielony do jednostki rozpoznawczej FA57. Został promowany na stopień oficerski w 1917 roku i został przeniesiony do eskadry myśliwskiej Jagdstaffel 10, z którą pozostał do zakończenia wojny. Odniósł łącznie 15 potwierdzonych zwycięstw powietrznych. Pierwsze 2 maja 1917 roku. Większość zwycięstw odniósł latając na samolocie Fokker D.VII z żółtym nosem.
Po zakończeniu wojny pracował jako inżynier budowlany. W październiku 1933 roku rozpoczął służbę w Luftwaffe. Został promowany na stopień pułkownika i został komendantem szkoły pilotów. W czasie II wojny dostał się do niewoli amerykańskiej. Z obozu został zwolniony w 1946 roku. Zmarł w rodzinnej miejscowości w okolicach Kolonii w 1983 roku.

## Odznaczenia
- Królewski Order Rodu Hohenzollernów
- Krzyż Żelazny I Klasy
- Krzyż Żelazny II Klasy